# Mamie Van Doren
Mamie Van Doren (eg. Joan Lucille Olander), född 6 februari 1931 i Rowena, South Dakota, USA, är en amerikansk skådespelerska med till 3/4 svenskt ursprung.
Som femtonåring valdes hon till "Miss Palm Springs". Detta platinablonda, fylliga och kurviga "bombnedslag" försörjde sig ursprungligen som sekreterare innan hon började sin karriär som sångerska i storbandsorkestrar.
Hon gjorde filmdebut 1953 och medverkade sedan i många B-filmer; hon beskrevs som den fattige mannens Marilyn Monroe. Ofta spelade hon flickan som var född fattig ("born on the wrong side of the track").
Bland hennes filmer märks Forbidden (1954), The Second Greatest Sex (1956) och Sex Kittens Go To College (1959; där hon spelade mot Tuesday Weld och Brigitte Bardots lillasyster Mijanou).
Hon har varit gift fem gånger, bland annat 1955-1961 med orkesterledaren Ray Anthony, basebollspelaren Lee Mayers (han omkom i en bilolycka) och en oljemiljonär från Texas; det senare äktenskapet annullerades efter knappt fyra veckor. Hon hade även ett omtalat förhållande med country-rocksångaren Johnny Rivers.
Vid 76 års ålder poserar hon fortfarande regelbundet för utmanande bilder.
2011 släppte Van Doren countryskivan Still a Troublemaker.